# Midtre Skagastølstind
A Midtre Skagastølstind egy 2284 méter magas hegycsúcs Norvégia Hurrungane-hegységében, Sogn og Fjordane megyében Luster település közelében. A hegycsúcs a Nordre Skagastølstind, a Vetle Skagastølstind és a Store Skagastølstinden hegycsúcsok közt található.
A Store Styggedalstinden, a Jervvasstind és a Sentraltind hegycsúcsok tőle pár kilométeres távolságban helyezkednek el. Skjolden település e hegycsúcstól tizenöt kilométerre nyugatra helyezkedik el.

## Nevének eredete
A Skagastølen előtag a közeli tejgazdaságra utal, míg a -tind utótag a hegycsúcs jelentéssel bír. A midtre előtag az "egy a többi közt" jelentéssel bír. A t"öbbi hegy közti hegyfoki farm hegycsúcsa" jelentéssel bír a Midtre Skagastølstind földrajzi név. A skagen szó jelentése hegyfok, amely azonos a dán skage kifejezéssel.

## Fordítás
Ez a szócikk részben vagy egészben  a   Midtre Skagastølstind című angol Wikipédia-szócikk ezen változatának fordításán alapul.  Az eredeti cikk szerkesztőit annak laptörténete sorolja fel. Ez a jelzés csupán a megfogalmazás eredetét és a szerzői jogokat jelzi, nem szolgál a cikkben szereplő információk forrásmegjelöléseként.